# Paradise Kiss (film)
Paradise Kiss (パラダイス・キス?, Paradaisu Kisu) è un film del 2011 diretto da Takehiko Shinjō ed ispirato all'omonimo manga di Ai Yazawa. Protagonisti del film sono Keiko Kitagawa, Osamu Mukai e Yūsuke Yamamoto. Il film è stato proiettato nelle sale giapponesi dal 4 giugno 2011. Tema musicale del film è il brano Hello ~Paradise Kiss~ di Yui.